# Irma Franzen-Heinrichsdorff
Irma Franzen-Heinrichsdorff (* 12. September 1892 in Witten; † 5. März 1983 in Colorado Springs) war eine staatlich diplomierte Gartenbauinspektorin.

## Leben
Vater von Irma war Carl Franzen (1861–1947), der Inhaber der Baufirma „Lünenbürger und Franzen“, die Mutter Therese (1862–1923). Sie hatte acht Geschwister.
Mit Alfred Tibursky (1882–1950) hatte sie zwei Kinder: Waltraut (1921–1998) und Hans (* 1925). 1925 heiratete sie den Diplom-Gartenbauinspektor und Gartenarchitekten August Gustav Karl Ludwig Heinrichsdorff (1898–?). 1930 wurde die Ehe formal geschieden.
1910 erlangte sie das Reifezeugnis der Höheren Töchterschule. 1913 ging sie an die „Elmwood School of Gardening“ (Cosham/Portsmouth). Aufgrund des Kriegsausbruchs musste sie 1914 England verlassen. 1915/1916 wurde sie bei der Staudengärtnerei Goos und Koenemann in Niederwalluf am Rhein angestellt. Zusätzlich belegte sie „Obstbaumkurse an der Lehr- und Forschungsanstalt für Wein-, Obst- und Gartenbau in Geisenheim“. 1917 schrieb sie sich „als erste Studentin der Gartenkunst an der Lehr- und Forschungsanstalt für Gartenbau in Berlin-Dahlem ein.“ 1919 legte sie erfolgreich ihre Prüfung als Gartenbautechnikerin ab. Im Anschluss arbeitete sie bei dem Gartenarchitekten Harry Maasz (1880–1946). 1924 bestand sie an der Lehr- und Forschungsanstalt für Gartenbau (LuFA) in Berlin-Dahlem die Gartenmeisterprüfung im Fach Landschaftsgärtnerei. 1927/28 vertrat sie kurzfristig in der Dresdner Gartenverwaltung Johannes Gabriel und erstellte „Entwürfe für verschiedene Parkanlagen und andere Freiräume, u. a. den Fürstenplatz in Dresden“. In Lübeck-Klingenberg begründete sie eine Moorbeetpflanzengärtnerei. Finanzielle und familiäre Gründe zwangen sie zur Aufgabe ihres Berufes. Sie zog ins Haus Wobick in Dangast, in dem sie ab 1930 das Kinderheim „Irmenfried“ einrichtete. Nach dem Zweiten Weltkrieg baute sie eine Gärtnerei auf, um ihren aus der Kriegsgefangenschaft heimgekehrten Sohn Gernot zum Gärtnergehilfen ausbilden zu können. 1952 wanderte Gernot – nach einem abgeschlossenen Studium an einer Gärtnerlehr- und Forschungsanstalt – nach Amerika aus. Die Mutter folgte ihm 1953. Das Kinderheim wurde von ihrer Tochter Waltraut weitergeführt. Mutter und Sohn arbeiteten von 1954 bis 1961 bei der Garten- und Landschaftsbaufirma Langmann in Colorado Springs als Gartenarchitekten. 1961 machte sich der Sohn selbstständig und heiratete Ava Molnar. „Bis zum Alter von 76 Jahren zeichnet Irma Franzen-Heinrichsdorff […] die Anlagen, die sie zusammen mit ihrem Sohn konzipiert.“

## Leistungen
Sie war die erste deutsche Studienabsolventin auf dem Gebiet der Gartenarchitektur. 1924 erhielt sie als erste Frau die Gartenmeisterprüfung im Fach Landschaftsgärtnerei an der Lehr- und Forschungsanstalt für Gartenbau in Berlin-Dahlem.
1919 Zweiter Platz für den Entwurf „Unterm Holunderbusch“ im Wettbewerb Siedlergarten (Deutschland)

## Werke
- 1920er Entwürfe für Außenanlagen an Beamtenhäusern für Gusstahlwerk in Witten
- 1926 Ausstellungsprojekte bei der Jubiläums-Gartenbau-Ausstellung in Dresden
- ca. 1928 Entwurf Fürstenplatz in Dresden (heute: Fetscherplatz)[9]